# Borgmester Jensens Allé
 Der er for få eller ingen kildehenvisninger i denne artikel, hvilket er et problem. Du kan hjælpe ved at angive troværdige kilder til de påstande, som fremføres i artiklen.

Borgmester Jensens Allé er en ca. 700 meter lang vej på Østerbro i København. Alleen begynder ved Jagtvej nær krydset Jagtvej/Østerbrogade og fortsætter til Serridslevvej ved Fælledparken. Indtil 2009 fortsatte den en stykke ind i Fælledparken, men blev afkortet til fordel for nogle fodboldbaner med kunstgræs.
Den lille trekantede plads ved Jagtvej, som består af græsbeklædte beskyttelsesrum, træer og en bænk, fik i 2009 navnet Lilly Helveg Petersens Plads efter den markante sporvejsborgmester, Lilly Helveg Petersen.
Alleen har navn efter borgmester Jens Jensen (1859-1928). Det er et præcist valg af navn, for den gamle finansborgmester var primusmotor i anlæggelsen af Fælledparken i begyndelsen af 1900-tallet. Han spillede også en betydningsfuld rolle i projekteringen af den nærliggende Idrætspark. Jens Jensen var formand for De Samvirkende Fagforbund (nutidens LO) og uddannet malersvend. Han blev valgt som Københavns første socialdemokratiske borgmester i 1903, og i 1924 blev han overpræsident i København. Da han døde i 1928, blev den da navnløse promenadevej gennem Fælledparken opkaldt efter ham.
Der findes et tåget fotografi af borgmester Jensen, der planter det første træ i Fælledparken den 27. april 1909. Den højtidelige handling foregik i Amorparken.
Gaden har allétræer. Den er spærret for trafik halvvejs og der er derfor ikke megen trafik.
Langs den sydlige side af Borgmester Jensens Allé lå tidligere gardehusarernes atletikbane.
Sydsiden af alleen er domineret af fire store karrébebyggelser, hver med to-tre opgange ud mod alleen. De to mod Jagtvej – er af ældre dato, og de to mod Fælledparken er af nyere dato. Det ældste etagebyggeri omkring Borgmester Jensens Allé stod færdigt omkring 1935.
Midtvejs på alleen ligger Ove Rodes Plads, der er opkaldt efter den radikale politiker Ove Rode (1867-1933), som er hyldet med et monument på pladsen. Lige ud til den lille plads ligger det hus, som statsminister Thorvald Stauning boede i, da han i en sen nattetime fik hevet Kanslergadeforliget i land. Adressen var oprindeligt Kanslergade 10, men da interessen for stedet blev for voldsom, beskyttede man beboerne mod al for megen nysgerrighed, og ændret adressen til Ove Rodes Plads nr. 1. Stauning boede på 1. sal.
I nr. 1 lå i 1950'erne Østerbro Gymnastik Institut og en danseskole og i nr. 5 ”Svensk Sygegymnastikforening Klinik”. Samtidig holdt Hjemmeværnet til i nr. 19. Man finder i vejviseren forbavsende mange revisorer i gaden. Det er tydeligvis det bedre borgerskab, man finder i gadens lejligheder.